# Gapeau
Der Gapeau ist ein Fluss in Frankreich, der im Département Var in der Region Provence-Alpes-Côte d’Azur verläuft. Er entspringt im Regionalen Naturpark Sainte-Baume, beim Massif de la Sainte-Baume, im Gemeindegebiet von Signes, entwässert generell in südöstlicher Richtung und mündet nach rund 42 Kilometern im Gemeindegebiet von Hyères in das Mittelmeer.

## Orte am Fluss
(Reihenfolge in Fließrichtung)
- Belgentier
- Solliès-Toucas
- Solliès-Pont
- La Farlède
- La Crau
- Hyères